# Монастир Морача
Монастир Морача (серб. Манастир Морача) — розташований в долині річки Морача в центральній частині Чорногорії. Є одним з найбільш значущих сербських православних пам'яток Середньовіччя на Балканах.
Монастирський комплекс складається з великої церкви собору, присвяченій Успінню Богородиці, маленької церкви святого Миколи і декількох будівель з чернечими келіями.

## Історія
Заснований в 1252 році сином сербського князя Вука II Неманича — Стефаном, який пізніше був похований в церкві Успіння Богородиці. У XV столітті після набігів турків, монастир прийшов в запустіння і відновлений лише в кінці XVI століття Вучич Вучетичем. До сьогоднішнього часу збереглися фрески з ликами Богородиці і Христа; а також 11 сцен, що ілюструють життєпис пророка Іллі. Особливе місце посідають ікони Святого Симеона і Святого Сави роботи Козьми.
Останній шар фресок було накладено художниками школи Котора Гулф. На початку XVIII століття майстер Димитрій розписав церква Успіння Богоматері, а його син закінчив велику ікону, яка зображує життєпис святого Іоанна Хрестителя.
Протягом всієї історії монастир Морача відігравав значну роль в житті чорногорців і сербів. У ньому виносили судові вироки, правителі країни приймали важливі державні рішення, писарі переписували книги і навчали грамоті просте населення — тих, хто не вмів читати і писати.

## Архітектура
В архітектурі домінує стиль рашської школи: однонавова споруда з каменя і зовнішні риси романського стилю. Простота екстер'єру контрастує з багатим внутрішнім оздобленням — фресками і іконами, які є одними з кращих зразків сербської та візантійської настінного живопису.

## Галерея

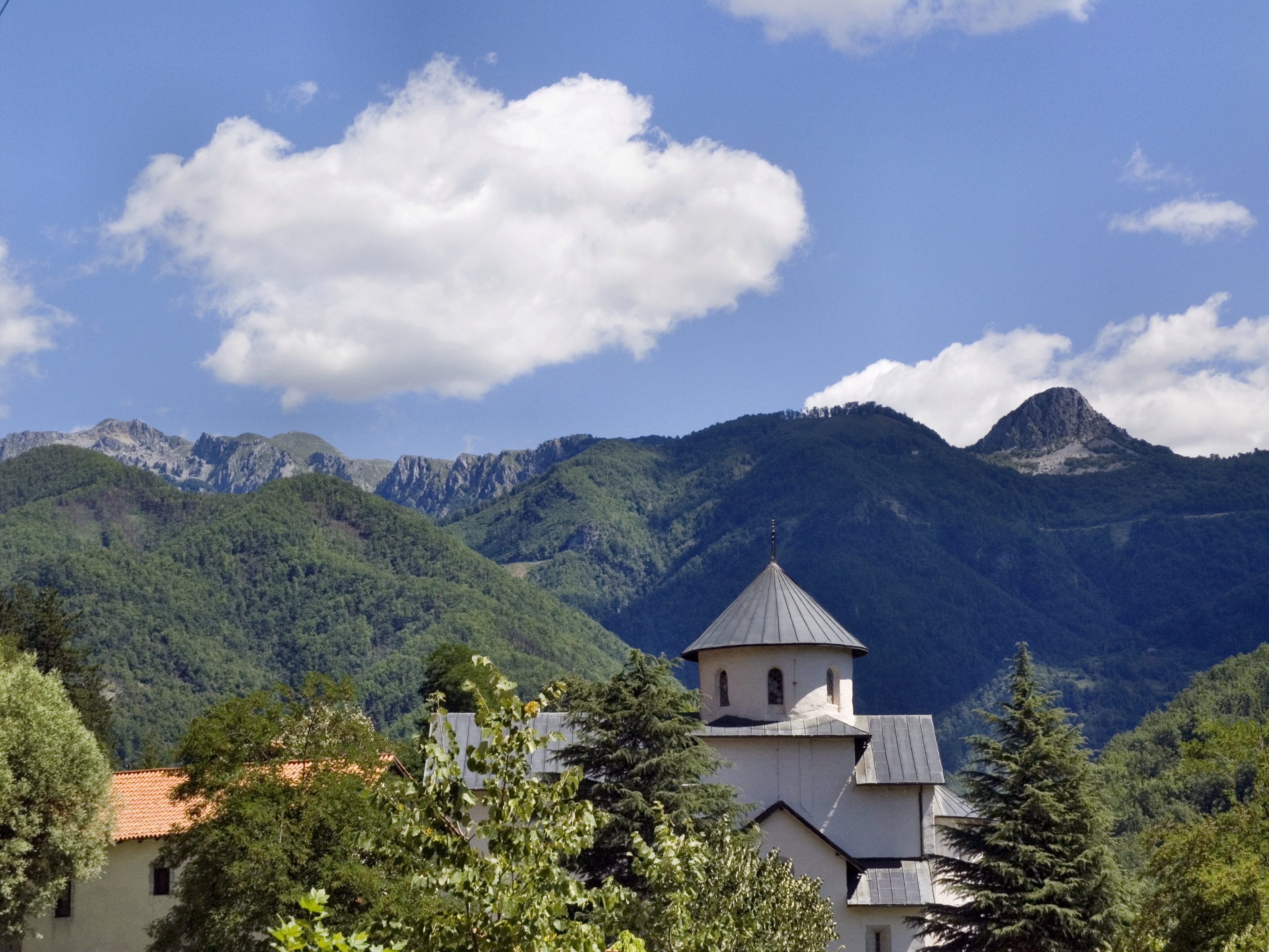
Церква Успіння Богоматері
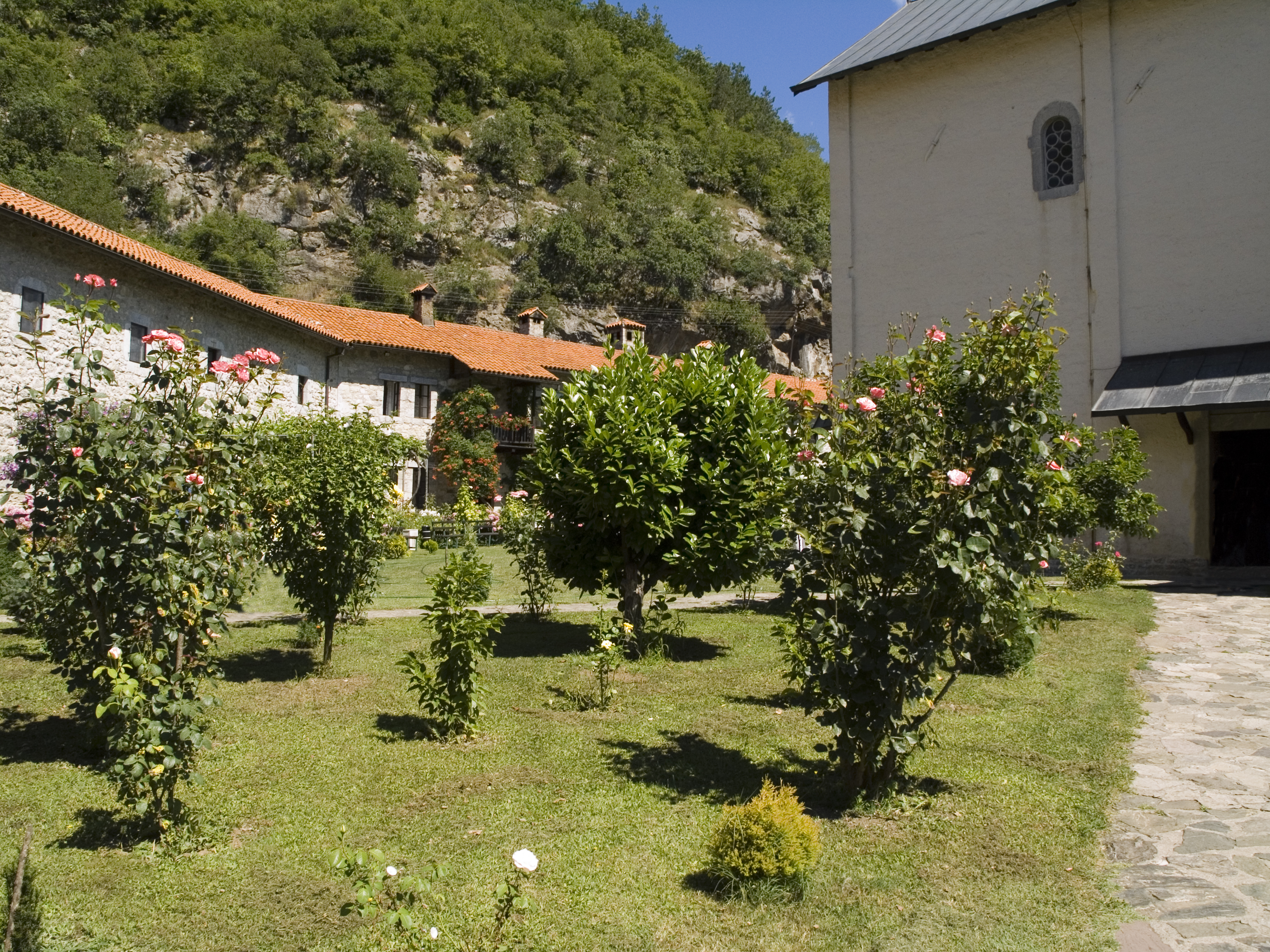
Внутрішній двір монастиря
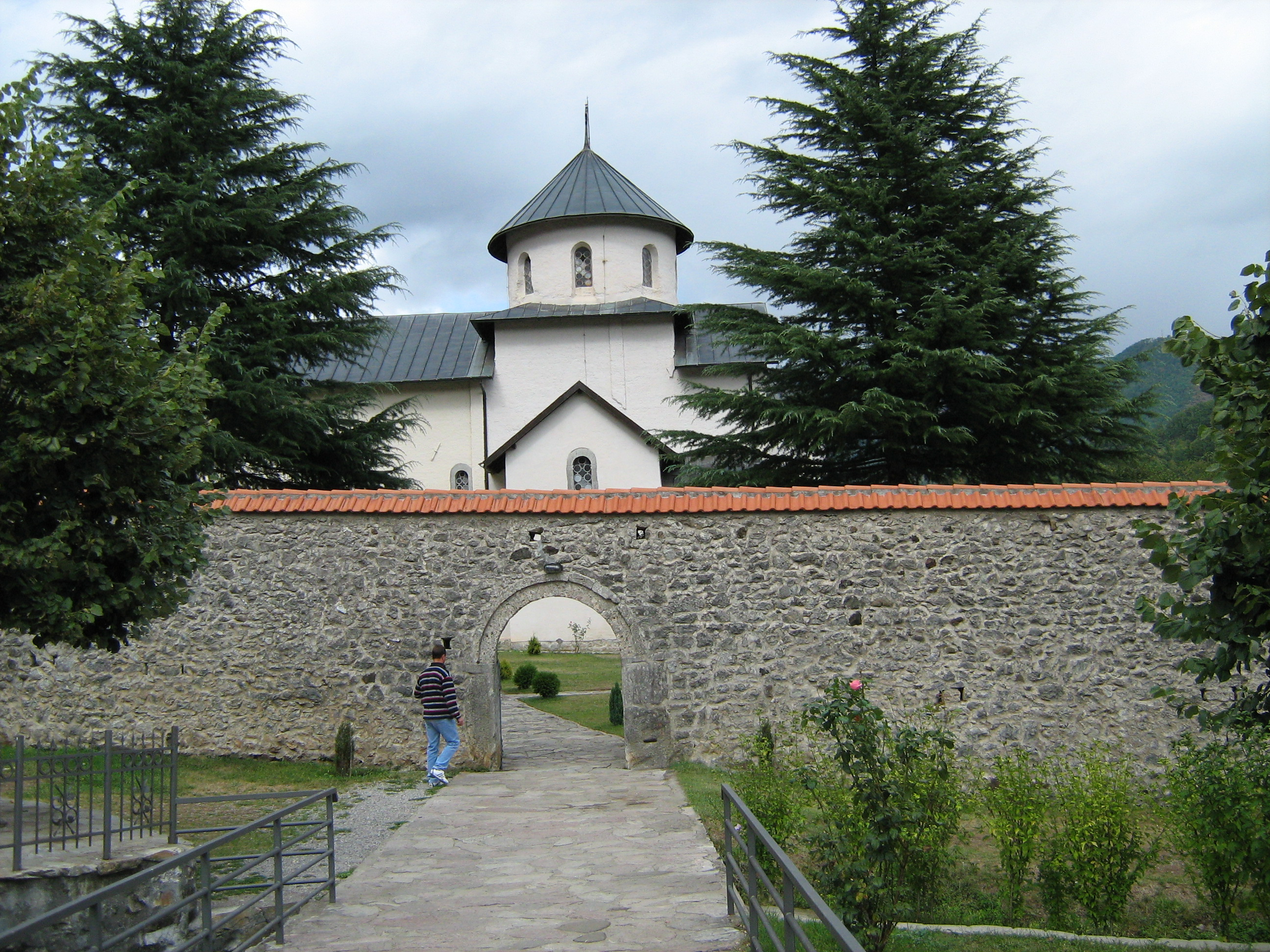
Мур монастиря
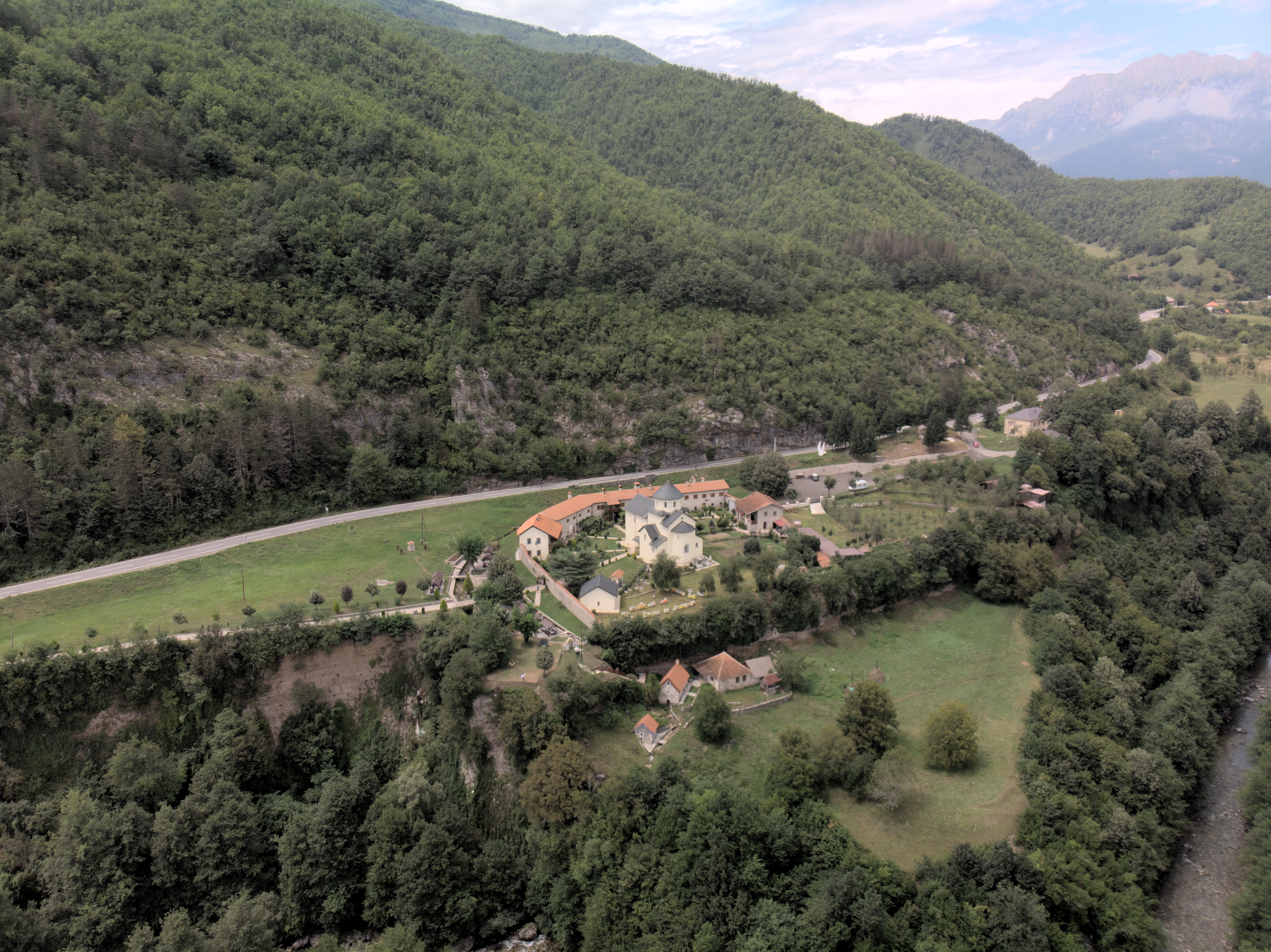
Аерозйомка
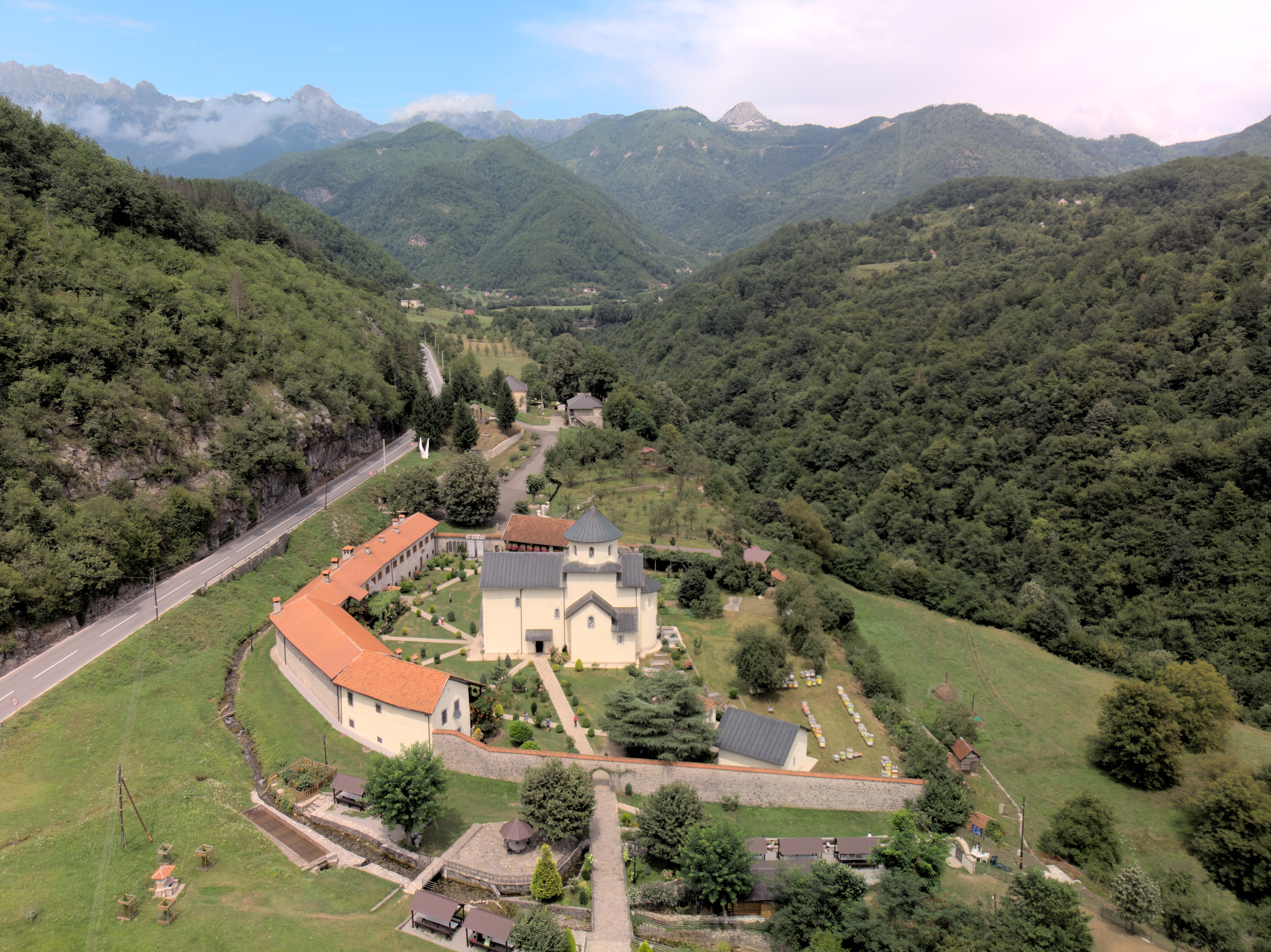
Аерозйомка
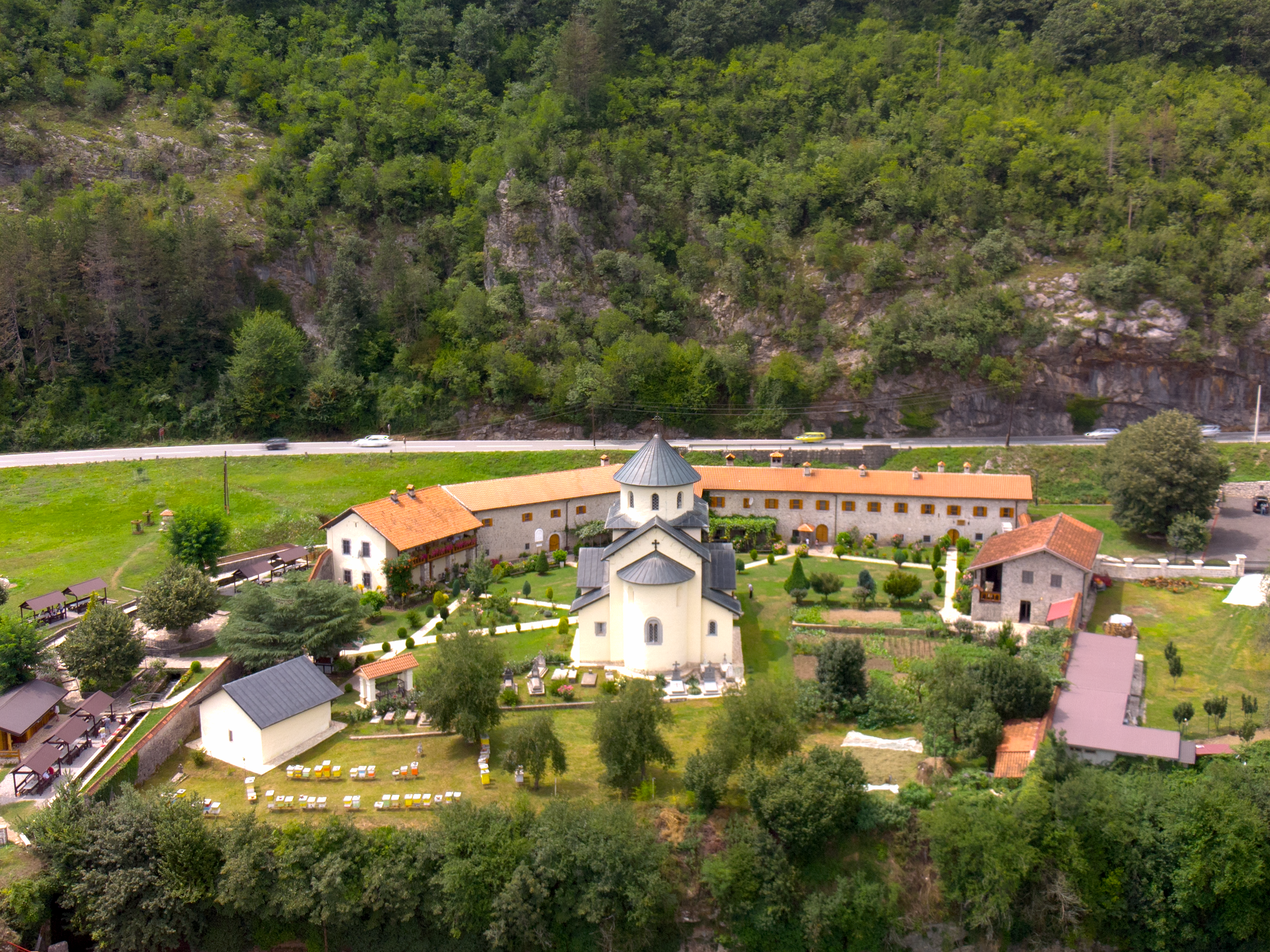
Аерозйомка
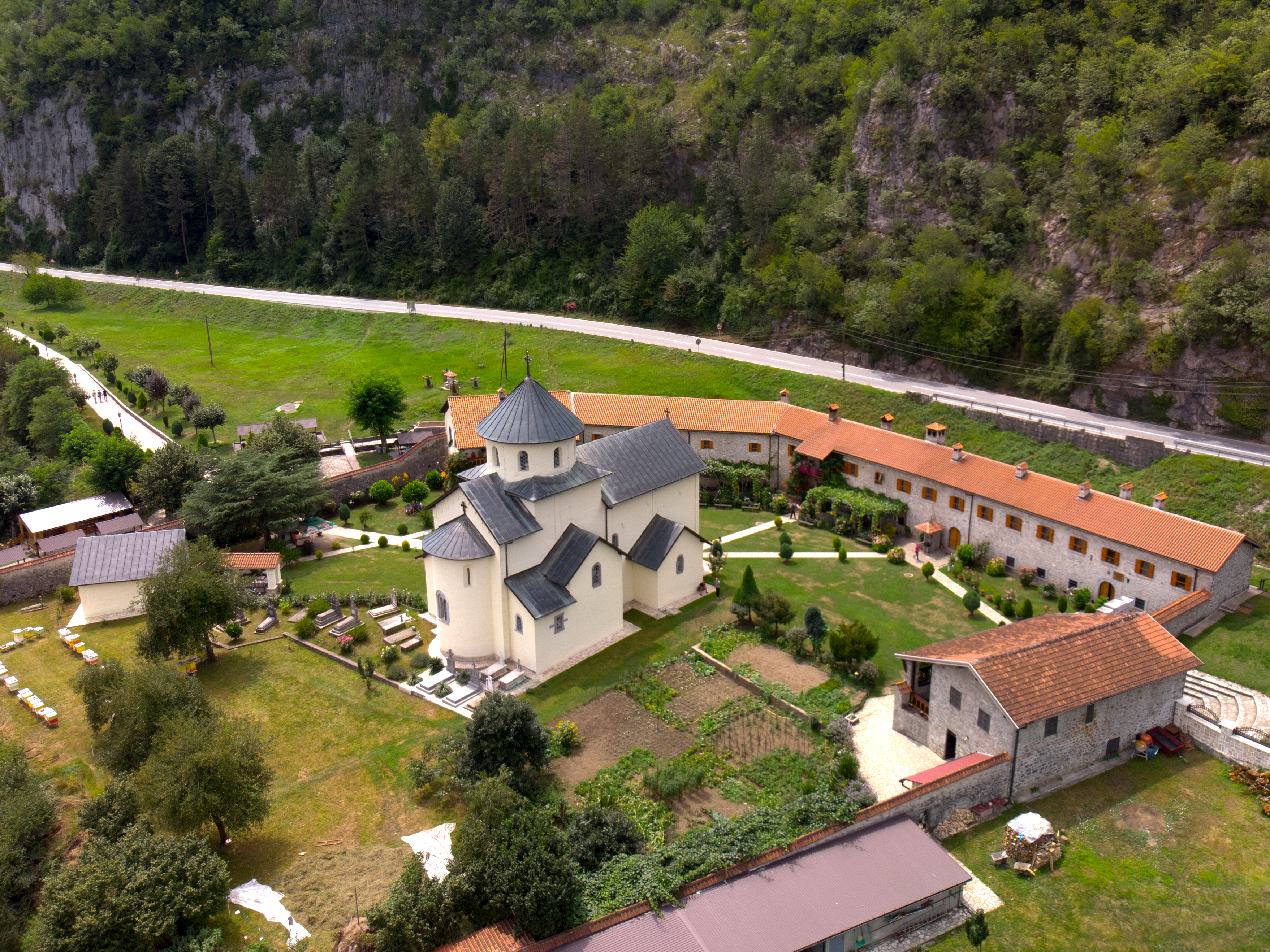
Аерозйомка

## Туризм
Монастир Морача є досить популярним місцем серед туристів. Для відвідувачів тут створена мінімально необхідна інфраструктура: невеликий кемпінг і кафе.